# CM-VI-16
El camino CM-VI-16 es una camino asfaltado que une el camino CM-VI-15 con la zona de Fuentechafarra.
Está trazada en el antiguo camino de Vilvestre a Fuentechafarra complementando así a la CM-VI-15.

## Origen y destino
La carretera CM-VI-16 tiene su origen en Vilvestre en la intersección con la carretera CM-VI-15 (Molino de abajo), y termina en la zona de Fuentechafarra formando parte de la Red vial de Vilvestre.

## Salidas
| Vilvestre (Intersección con ) - T. M. Saucelle | Vilvestre (Intersección con ) - T. M. Saucelle | Vilvestre (Intersección con ) - T. M. Saucelle | Vilvestre (Intersección con ) - T. M. Saucelle | Vilvestre (Intersección con ) - T. M. Saucelle | Vilvestre (Intersección con ) - T. M. Saucelle | Vilvestre (Intersección con ) - T. M. Saucelle | Vilvestre (Intersección con ) - T. M. Saucelle | Vilvestre (Intersección con ) - T. M. Saucelle | Vilvestre (Intersección con ) - T. M. Saucelle | Vilvestre (Intersección con ) - T. M. Saucelle |
| Esquema                                        | PK                                             | Sentido Fuentechafarra                         | Sentido Fuentechafarra                         | Sentido Fuentechafarra                         | Sentido Fuentechafarra                         | Sentido CM-VI-15                               | Sentido CM-VI-15                               | Sentido CM-VI-15                               | Sentido CM-VI-15                               | Incidencias                                    |
| Esquema                                        | PK                                             | Velocidad                                      | Elemento                                       | Salida                                         | Salida                                         | Salida                                         | Salida                                         | Elemento                                       | Velocidad                                      | Incidencias                                    |
| Esquema                                        | PK                                             | Velocidad                                      | Elemento                                       | Dir.                                           | Nombre                                         | Nombre                                         | Dir.                                           | Elemento                                       | Velocidad                                      | Incidencias                                    |
| ---------------------------------------------- | ---------------------------------------------- | ---------------------------------------------- | ---------------------------------------------- | ---------------------------------------------- | ---------------------------------------------- | ---------------------------------------------- | ---------------------------------------------- | ---------------------------------------------- | ---------------------------------------------- | ---------------------------------------------- |
|                                                | 0,0                                            |                                                |                                                | VILVESTRE Mirador El Reventón de La Barca      | VILVESTRE Mirador El Reventón de La Barca      | VILVESTRE Mirador El Reventón de La Barca      |                                                |                                                |                                                |                                                |
| La Barca                                       | 0,0                                            |                                                |                                                |                                                |                                                |                                                |                                                |                                                |                                                |                                                |
|                                                | 0,0                                            |                                                | 4,2 km                                         | Tramo de curvas peligrosas                     | Tramo de curvas peligrosas                     | Tramo de curvas peligrosas                     | Tramo de curvas peligrosas                     | 4,2 km                                         |                                                |                                                |
| 4,280                                          |                                                |                                                | 4,2 km                                         | Tramo de curvas peligrosas                     | Tramo de curvas peligrosas                     | Tramo de curvas peligrosas                     | Tramo de curvas peligrosas                     | 4,2 km                                         |                                                |                                                |
|                                                | 0,1                                            |                                                |                                                | Puente "El Puerto"                             | Puente "El Puerto"                             | Puente "El Puerto"                             | Puente "El Puerto"                             |                                                |                                                |                                                |
| Molino de Abajo                                | 0,1                                            |                                                |                                                |                                                |                                                |                                                |                                                |                                                |                                                |                                                |
|                                                | 1,6                                            |                                                |                                                | Valverde                                       | Valverde                                       | Valverde                                       | Valverde                                       |                                                |                                                |                                                |
|                                                | 1,7                                            |                                                |                                                | Trambascarreras                                | Trambascarreras                                | Trambascarreras                                | Trambascarreras                                |                                                |                                                |                                                |
|                                                | 1,9                                            |                                                |                                                | Arrolofan                                      | Arrolofan                                      | Arrolofan                                      | Arrolofan                                      |                                                |                                                |                                                |
|                                                | 2,4                                            |                                                |                                                | Playa fluvial de Vilvestre                     | Playa fluvial de Vilvestre                     | Playa fluvial de Vilvestre                     | Playa fluvial de Vilvestre                     |                                                |                                                |                                                |
|                                                | 3,1                                            |                                                |                                                | El Picón                                       | El Picón                                       | El Picón                                       | El Picón                                       |                                                |                                                |                                                |
|                                                | 3,4                                            |                                                |                                                | Majada Vieja                                   | Majada Vieja                                   | Majada Vieja                                   | Majada Vieja                                   |                                                |                                                |                                                |
|                                                | 4,0                                            |                                                |                                                | Los Regatos                                    | Los Regatos                                    | Los Regatos                                    | Los Regatos                                    |                                                |                                                |                                                |
|                                                | 4,2                                            |                                                |                                                | Majada Vieja                                   | Majada Vieja                                   | Majada Vieja                                   | Majada Vieja                                   |                                                |                                                |                                                |
|                                                | 4,280                                          |                                                | 1 km                                           | Fuentechafarra                                 | Fuentechafarra                                 | Fuentechafarra                                 | Fuentechafarra                                 |                                                |                                                |                                                |